# Lorna Mahlock

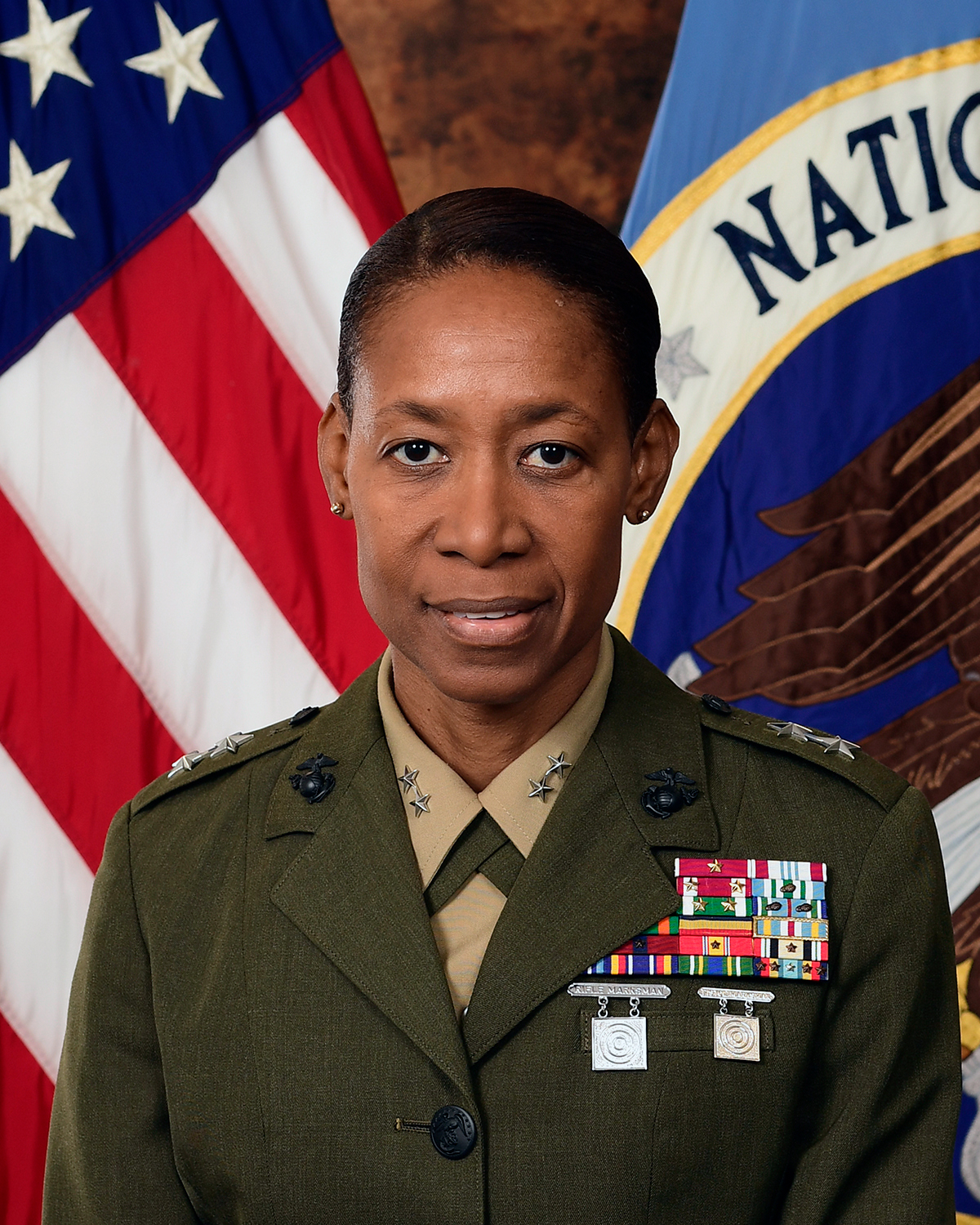
Lorna M. Mahlock als Cybersecurity Deputy Director for Combat Support

Lorna M. Mahlock (* in Kingston, Jamaika) ist ein Generalmajor des United States Marine Corps (USMC). Sie wurde am 10. April 2018 als Brigadegeneral ernannt und war zu diesem Zeitpunkt Stellvertretende Direktorin des Operations, Plans, Policies, and Operations Directorate am Headquarters Marine Corps. Sie war Direktorin des Command, Control, Communications and Computers und in Personalunion Deputy Department of the Navy Chief Information Officer of the Marine Corps. Zurzeit ist sie NSA Cybersecurity Deputy Director for Combat Support. Im Dezember 2022 wurde Mahlock zum Major General befördert.